# Ausztrália az 1936. évi téli olimpiai játékokon
Ausztrália a németországi Garmisch-Partenkirchenben megrendezett 1936. évi téli olimpiai játékok egyik részt vevő nemzete volt. Az országot az olimpián 1 sportágban 1 sportoló képviselte, aki érmet nem szerzett. Ausztrália először vett részt a téli olimpiai játékokon.

## Gyorskorcsolya
| Versenyző       | Versenyszám | Eredmény | Helyezés |
| --------------- | ----------- | -------- | -------- |
| Kenneth Kennedy | 500 m       | 47,4     | 29.      |
| Kenneth Kennedy | 1500 m      | 2:31,8   | 33.      |
| Kenneth Kennedy | 5000 m      | 9:48,9   | 33.      |